# Plansprache

Der Turmbau zu Babel (hier in einem Gemälde von Pieter Brueghel dem Älteren) symbolisiert die „babylonische Sprachverwirrung“

Als Plansprache bezeichnet man eine für die zwischenmenschliche Kommunikation konstruierte Sprache. Der Entwurf einer Plansprache ist meist auf die Erleichterung der internationalen Kommunikation ausgerichtet; man spricht dann von einer internationalen Plansprache.
Nach Detlev Blanke gibt es lediglich eine voll ausgebildete Plansprache, Esperanto. Daneben existieren eine Reihe von Semiplansprachen und viele hundert Projekte für Plansprachen, die über einen Entwurf nicht hinausgekommen sind und keine oder kaum Lerner gefunden haben. Die Österreichische Nationalbibliothek hat etwa fünfhundert Plansprachen und Plansprachprojekte dokumentiert, vor allem zu Esperanto, Ido und Interlingua.

## Zielrichtung einer Plansprache
Eine Plansprache soll die internationale Kommunikation verbessern und vereinfachen. Die meisten Projekte verwenden deshalb eine Grammatik, die sich auf das Wesentliche beschränkt. Durch Vergleich diverser natürlicher Sprachen lässt sich relativ leicht herausfinden, auf welche komplizierten Details natürlicher Sprachen verzichtet werden kann. Das Erlernen einer Plansprache soll im Vergleich zu einer natürlichen Sprache bei gleichem Zeitaufwand ein deutlich höheres Sprachniveau ermöglichen.
Auch das Vokabular ist oft im Hinblick auf dieses Ziel gewählt. So werden z. B. Wortstämme so ausgewählt, dass sie vielen Lernenden bekannt sind. Weitere Vokabeln werden in Plansprachen oft systematisch von anderen abgeleitet und müssen daher nicht separat gelernt werden.

### Bezeichnungen
Das Wort „Plansprache“ geht auf den österreichischen Terminologiewissenschaftler Eugen Wüster zurück und stammt aus den 1930er Jahren. Es gibt eine Vielzahl weiterer Bezeichnungen für Plansprachen (auch: geplante Sprachen), wobei manche Bezeichnungen eine andere Definition erfordern.
Weltsprache bezieht sich auf die Verbreitung; dabei kann es sich aber auch um eine Nichtplansprache wie Englisch, Französisch oder Spanisch handeln. Der Begriff Universalsprache wird meistens für eine logische Idealsprache im Allgemeinen und die characteristica universalis von Gottfried Wilhelm Leibniz im Besonderen verwendet. Ferner kann irgendeine Sprache die Funktion einer Hilfssprache haben. Der ältere Ausdruck Welthilfssprachen für Plansprachen wird kaum noch benutzt.
Kunstsprache kann sich auch auf nichtmenschliche Sprachen beziehen, also Sprachen, die nicht der Kommunikation unter Menschen dienen. Beispiele sind die so genannten „Computersprachen“ (Programmiersprachen) wie Pascal oder Java.
Detlev Blanke hat in seinem Werk „Internationale Plansprachen“ folgende Definition gegeben: „Plansprachen sind, im heutigen Verständnis, vom Menschen nach gewissen Kriterien bewusst geschaffene Sprachen, die der internationalen Kommunikation dienen sollen.“

### Einordnung und Unterscheidungen

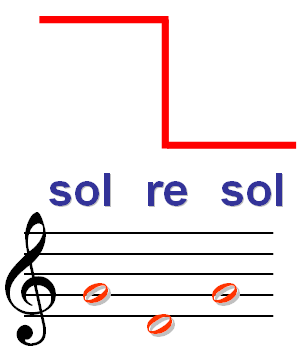
Die Silben sol, re und sol im Namen der Plansprache Solresol.

Plansprachen bilden in ihren Aspekten die Forschungsgegenstände der Interlinguistik. Sie werden in der linguistischen Diskussion den natürlichen Sprachen gegenübergestellt, die sich über einen langen Zeitraum im Sprachgebrauch einer Sprachgemeinschaft herausgebildet haben.
Plansprachen sind eine Untergruppe der konstruierten Sprachen, wobei eine konstruierte Sprache nur dann als Plansprache bezeichnet wird, wenn sie für die menschliche Kommunikation entwickelt wurde. Meistens sollen Plansprachen entweder als „Welthilfssprachen“ eine Verständigung zwischen unterschiedlichen Sprachen und Kulturen ermöglichen oder als logische Basis zur Erforschung und Entwicklung neuer Sprachen dienen.
Eine traditionelle Einteilung der Plansprachen verwendet die französischen Begriffe langues a priori und langues a posteriori. Detlev Blanke unterteilt weiter:
- Die Apriori-Sprachen sind meist
  - so genannte philosophische Sprachen (Projekte), die die Welt auf eine rationelle Weise klassifizieren sollen. Beispiele sind die Systeme von George Dalgarno (1661) und Bischof Wilkins (1668), neuer ist Ro von Foster (1908). Das Hauptproblem an den A-priori-Sprachen ist die Geschlossenheit, also die Schwierigkeit, das System mit dem Fortschritt der Wissenschaften weiterzuentwickeln. Es ist kaum möglich, eine solche Sprache fließend zu sprechen.
  - Daneben nennt Blanke als A-priori-Projekt auf einer nichtphilosophischen Grundlage das eigentümliche Solresol, das mit sieben Zeichen arbeitet, die als Ziffern, Buchstaben, Flaggenzeichen oder auch Musiknoten dargestellt werden können. Auch hier sind Monotonie und mangelnde Redundanz problematisch für den mündlichen Gebrauch. Weitere Projekte in dieser Kategorie sind Loglan, mit dem die Sapir-Whorf-Hypothese überprüft werden sollte,[6] und das Timerio, das vor allem bei der schriftlichen Kommunikation helfen sollte.
- Die A-posteriori-Sprachen orientieren sich an bereits bestehenden Sprachen.
  - Modifizierte Ethnosprachen können
    - alte (klassische) Sprachen zur Grundlage haben, also Griechisch und Latein. Am bekanntesten ist sicherlich Latino sine flexione.
    - Eine modifizierte moderne Sprache ist beispielsweise Basic English.

  - Auswahlsprachen wählen Sprachmaterial aus Ethnosprachen aus.
    - Kompromiss-Sprachen nennt Blanke Sprachen, die aus der Kombination einer begrenzten Zahl von heterogenen Ethnosprachen hervorgegangen sind. Ein Beispiel wäre Anglo-Franca von Georg Henderson, ein anderes Interglossa von Lanzelot Hogben.
    - Zu den größten Gruppen zählt unzweifelhaft die der naturalistischen Projekte. Sie ähneln oft den modifizierten Versionen des Lateinischen, berücksichtigen aber auch moderne romanische Sprachen. Eine alternative Bezeichnung ist neolatinid. Am ausgewogensten nennt Blanke das Occidental von Edgar von Wahl (1922).[7] Ferner ist hier Interlingua (1951) zu erwähnen, das auf (europäischen) Internationalismen basiert, die größtenteils altgriechisch-lateinischen Ursprungs sind. Typische Beispiele sind auch die sogenannten zonalen Plansprachen wie Interslavisch.
    - Autonom (oder schematisch) heißen diejenigen Plansprachen, die durchaus auf Ethnosprachen basieren, trotzdem einige Sprachebenen regelmäßiger gestalten wollen. Zu dieser Gruppe gehören Esperanto und Ido.
    - Integrationssprachen versuchen, „Züge verschiedener bereits vorhandener Plansprachenprojekte zu vereinigen“.[8] Otto Jespersen versuchte 1928 mit Novial, Esperanto und Ido zu verbessern.

  - Unter den apriorisch-aposteriorischen Mischsprachen listet Blanke das Volapük auf. Durch dessen große Orientierung an apriorischen Prinzipien sei die Anlehnung an Ethnosprachen kaum noch erkennbar.[9]

### Anwendung und Argumente von Befürwortern
Nur wenige der über tausend Projekte haben eine gewisse Bekanntheit erreicht, teilweise auch nur wegen eines originellen Ansatzes. Die meisten sind Vereinfachungen bestehender nationaler Sprachen oder insbesondere Ableger der erfolgreichsten Plansprache, des Esperanto (darunter Ido als bekannteste). Eine besondere Entwicklung ist Gestuno, eine Gebärdensprache.
Zu einer Sprache mit vielfältigen Funktionen, langfristig stabiler Sprechergemeinschaft und Nutzung in Familien (etwa tausend Muttersprachler) hat sich bisher lediglich Esperanto entwickelt. Ido und Interlingua haben diese Entwicklung nicht in gleichem Maße vollzogen.
Als prinzipielles Argument für eine Plansprache als lingua franca wies 1910 der Naturwissenschaftler Wilhelm Ostwald auf die Folgen der globalen Dominanz einer Nationalsprache hin: „Das Volk, dessen Sprache zur Weltsprache erhoben würde, hätte durch diesen Umstand allein einen großen technischen Vorteil vor allen anderen Völkern, indem seine Bücher und Zeitungen überall gelesen, seine Mitteilungen, Kataloge, Preisverzeichnisse aller Art überall verstanden werden würden, so dass kein anderes Volk, das den Trieb der Selbsterhaltung nicht gänzlich eingebüsst hat, bewusst einen solchen Schritt tun könnte. Mit der Sprache geht auch die Weltanschauung, das künstlerische und wissenschaftliche Denken auf die anderen über, welche sich dieser Sprache bedienen (...).“

### Kritik an der Idee einer Plansprache
Die Kritik an Plansprachen im Allgemeinen ist häufig vor allem sprachlicher Art. Eine sehr weitreichende Kritik behauptet, eine Plansprache könne grundsätzlich nicht funktionieren. Eine gemäßigtere sprachliche Kritik glaubt, eine Plansprache habe keine wesentlichen Vorteile gegenüber Nationalsprachen. Bei den einzelnen Projekten kann die Sprachkritik sehr unterschiedlich sein.
Darüber hinaus gab es schon frühzeitig Zweifel, ob eine Plansprache sich gegen die Sprachen mächtiger Staaten durchsetzen könne. Diese Kritik richtet sich gegen den idealistischen Optimismus, ein moralisch begründeter Anspruch sei stärker als z. B. wirtschaftliche Interessen. Belegt wird diese Kritik dadurch, dass Menschen auch „schwierige“ oder „nicht neutrale“ Sprachen erlernen, wenn sie sich Vorteile davon versprechen.

## Geschichte
Berichte über Plansprachen in Antike und Mittelalter sind mit Vorsicht zu genießen. So wird etwa zuweilen der biblische Prophet Zefanja angeführt, demzufolge Gott eine „gereinigte Sprache“ in Aussicht stellte. Das ist allerdings eine ungenaue Übersetzung; korrekt muss es heißen: „reine Lippen“, mit denen Gott angerufen werden könne (Zef 3,9). Auch andere angeführte Bibelstellen wie die babylonische Sprachenverwirrung (Gen 11, 1-9), die Ausschüttung des Heiligen Geistes zu Pfingsten (Apg 2, 1–11) und Adams Verteilung der Namen (Gen 2,19) sind schwerlich in einen sinnvollen Zusammenhang mit Plansprachen zu bringen.
Die mittelalterliche Mystikerin Hildegard von Bingen soll eine Lingua ignota erschaffen haben. Wim Manders beschreibt ihre Schöpfung hingegen als einen bloßen Wortschatz von Substantiven und wenigen Adjektiven zum privaten Gebrauch der Hildegard. Das latino maccaronico des ausgehenden Mittelalters ist ebenfalls keine Plansprache, sondern eine literarische Burleske.
Ein Verbreiter solcher falschen Interpretationen war der sowjetische Esperantologe Ernest Dresen, der auf diese Weise der Geschichte der Plansprachen ein möglichst hohes Alter verleihen wollte (Historio de mondolingvo, 1931). Oft sind diese Fehldeutungen allerdings älter, einige gehen auf einen Vortrag von Leopold Einstein aus dem Jahre 1884 zurück.
Erst ab dem 17. Jahrhundert verfassten Gelehrte wie die bereits erwähnten George Dalgarno und John Wilkins sowie Johann Amos Comenius, Athanasius Kircher und Gottfried Wilhelm Leibniz Ausführungen zu einer „neuen“ Sprache. Im Mittelpunkt des Interesses standen die sogenannten a priori erfundenen Sprachen, die vorrangig aus Ziffern und Sonderzeichen bestanden und nicht auf vorhandenen Sprachen gründeten. Aufgrund ihrer komplexen Struktur waren solche Ansätze allerdings nicht praktikabel. Die zweite Gruppe von Plansprachen lehnt sich deshalb an natürliche – vornehmlich westeuropäische – Sprachen an; sie werden dementsprechend a posteriori gebildete Sprachen genannt.

### 19. Jahrhundert

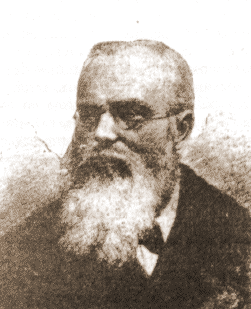
Johann Martin Schleyer

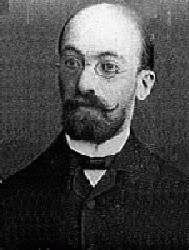
L. L. Zamenhof

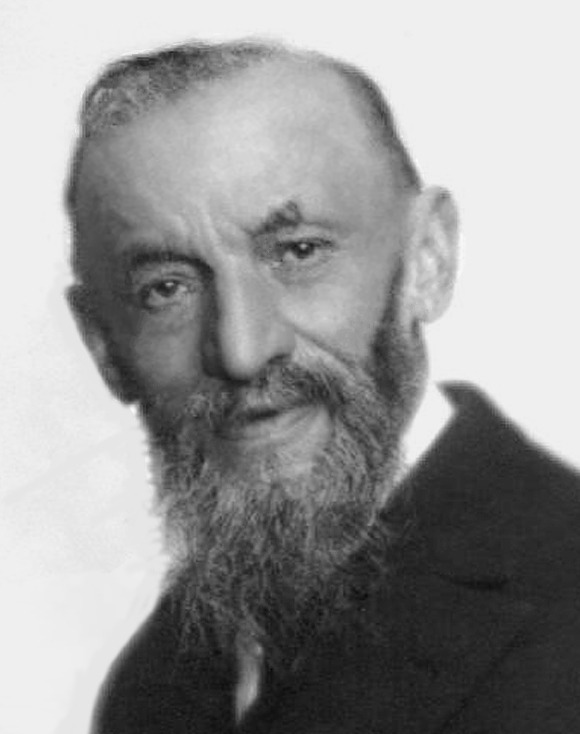
Giuseppe Peano

Die erste Plansprache mit größerer Bekanntheit dürfte das Solresol 1817 bzw. 1856 sein. Nennenswerten Anhang erhielt aber erst Volapük, das 1879/80 von dem badischen Prälaten Johann Martin Schleyer geschaffen wurde. Anfangs sehr erfolgreich, brach die Bewegung jedoch schnell wieder zusammen, da die Sprache relativ schwer zu erlernen war. Der Sprachenname selbst ist aus den englischen Wörtern world und to speak zusammengesetzt; die Wortwurzeln sind also kaum aus den Originalsprachen erkennbar. Darüber hinaus betrachtete Schleyer Volapük als sein geistiges Eigentum, über das nur er zu verfügen habe.
Als Esperanto 1887 erschien, war Volapük auf seinem Höhepunkt bzw. hatte diesen bereits überschritten. Die enttäuschten Volapük-Anhänger wandten sich von den Plansprachen allgemein ab oder wechselten zum Esperanto. Beim Esperanto sind die europäischen Wortstämme wesentlich leichter erkennbar als beim Volapük. Spätestens seit 1900 ist die Esperanto-Sprachgemeinschaft konstant die größte Gemeinschaft einer Plansprache. Bis zum Ersten Weltkrieg gründeten sich Esperanto-Organisationen auf allen Kontinenten.

### 20. Jahrhundert bis zum Zweiten Weltkrieg
Abgesehen vom Esperanto war die sogenannte naturalistische Richtung am erfolgreichsten. Ihre Anhänger strebten nach einer Plansprache, die vor allem nach dem Beispiel der romanischen Sprachen gestaltet war. So schlug 1903 der italienische Mathematiker Giuseppe Peano ein vereinfachtes Latein vor, das Latino sine flexione, das auch Interlingua genannt wurde. Betont westeuropäisch ausgerichtet war Occidental von 1922, das später in Interlingue umbenannt wurde.
Einen dezidiert wissenschaftlichen Anspruch verfolgte die 1924 in New York gegründete International Auxiliary Language Association (IALA; deutsch: Internationale Hilfssprachengesellschaft). Sie hatte sich zum Ziel gesetzt, die wissenschaftliche Basis für die Auswahl einer bestehenden Plansprache bzw. die Fusion bereits bestehender Plansprachen zu schaffen. Nachdem sie keine der untersuchten Plansprachen für geeignet hielt bzw. die Vertreter der verschiedenen Plansprachen sich nicht auf eine gemeinsame Plansprache einigen konnten, beschloss die IALA 1934, selbst eine eigene Plansprache zu entwickeln, die 1951 unter dem Namen Interlingua veröffentlicht wurde. An der Ausarbeitung dieser Plansprache nahmen viele international renommierten Wissenschaftler konsultativ und kooperativ teil, wie z. B. André Martinet.
Die Bewegungen für die naturalistischen Projekte wie Latino sine flexione und Interlingua gehen oft ineinander über.
1907 erschien Ido als teilweise apriorische, teilweise naturalistische Abspaltung des Esperanto. Da in immer kürzeren Zeitabständen neue Verbesserungsvorschläge herauskamen, wurde die Situation für viele Interessierte so unübersichtlich, dass auch Ido immer mehr Anhänger verlor, die sich dann teilweise wieder der Esperanto-Sprachgemeinschaft, teilweise anderen Projekten anschlossen.
Der Phonetik-Professor Robert Eugen Zachrisson (1880–1937) von der Universität Uppsala versuchte 1932 mit „Anglic“ (einer Sonderform des Englischen) eine internationale Sprache einzuführen, was aber nicht gelang.
Nationalsozialismus, Nationalismus und Kommunismus schränkten die Tätigkeit für Plansprachen in einem Dutzend Länder auf verschiedene Weise und aus unterschiedlichen Gründen ein. Der Nationalsozialismus vermutete im Esperanto eine jüdische Verschwörung, beendete den Unterricht an öffentlichen Schulen 1933 und ließ die Esperanto-Verbände sowie den Ido-Bund in Deutschland 1936 auflösen.
In der Sowjetunion wurden Hunderte oder Tausende von Esperanto-Funktionären sowie einfache Mitglieder – nach jahrelanger Verwendung des Esperanto in der Auslandspropaganda – ab 1937 verhaftet. Grundlage waren Befehle, in denen „Esperantisten“ neben Briefmarkensammlern aufgeführt waren. Einige der Verhafteten wurden hingerichtet, andere verbrachten ein Dutzend oder mehr Jahre in Lagern – wegen angeblicher Auslandsspionage. Die staatliche Vereinigung sowjetischer Esperantisten (SEU) wurde dazu als internationale Spionageorganisation bezeichnet.
Meist wurde von den Regimen der private Gebrauch nicht verboten; in der Sowjetunion genügte aber auch ohne offizielles Verbot die Benutzung von Esperanto und die Mitgliedschaft in einem Esperanto-Verein zur Verhaftung. In Deutschland wurden gelegentlich Esperantosprecher verhört, insbesondere nach Auslandskontakten.

### Seit dem Zweiten Weltkrieg
Obwohl das 1951 veröffentlichte Interlingua schnell die Vorrangstellung unter den naturalistischen Projekten eingenommen hat, blieb Esperanto die bei weitem meistgenutzte und propagierte Plansprache. Die Versuche, Esperanto auf internationalem Niveau politisch voranzubringen, führten trotz kleiner Zwischenerfolge, wie der zwei positiven UNESCO-Resolutionen von 1954 und 1985, nicht zum Durchbruch von Esperanto als Weltsprache. Trotzdem ist Esperanto die einzige Plansprache, mit der einige Kinder neben einer anderen Sprache aufwachsen; die Zahl der Esperanto-Muttersprachler wird auf 1000 bis 2000 geschätzt; es gibt bereits Esperanto-Muttersprachler der vierten Generation.
Stattdessen nahm Englisch immer mehr die Position einer internationalen lingua franca ein: Französisch verlor nach dem Verlust der Kolonien Frankreichs in den 1960er Jahren und trotz seiner Rolle im europäischen Einigungsprozess immer schneller an Bedeutung, Russisch war nach dem Zusammenbruch des Ostblocks immer weniger ein globaler Konkurrent des Englischen. Die vereinfachte Version des Englischen, Basic English, erhielt ebenfalls neben dem Englischen keinen Raum.

## Autoren
Der berühmteste und wissenschaftlich bedeutendste Autor einer Plansprache dürfte der dänische Linguist Rasmus Christian Rask sein, ein Mitbegründer der modernen Sprachwissenschaft. Seine Linguaz Universale (1817) wurde allerdings erst 1996 aus dem Nachlass heraus veröffentlicht und hat die Diskussion nicht beeinflusst. Ein weiterer bekannter Sprachwissenschaftler ist sein Landsmann Otto Jespersen, dessen Novial jedoch kaum Anhänger gefunden hat.
Die meisten Autoren der bekannteren plansprachlichen Projekte waren Akademiker: Zamenhof (Esperanto) war Arzt, Peano (Latino sine flexione) Mathematiker, mehrere Autoren waren Theologen bzw. Geistliche. Ihre sprachlichen Kenntnisse – teilweise waren es extreme Polyglotte wie Schleyer – sind meist eher als vorwissenschaftlich einzustufen.